# Sheng Maoye
Sheng Maoye (xinès simplificat: 盛茂烨; xinès tradicional: 盛茂燁; pinyin: Shèng Màoyè), conegut també com a Nian An, fou un pintor xinès que va viure sota la dinastia Ming. No es coneixen les dates exactes del seu naixement ni de la seva mort. Originari de Suzhou, província de Jiangsu, zona on va dur a terme la seva activitat artística i on va ser cèlebre.
Sheng fou un pintor paisatgista que sovint els representava boirosos i amb espais amplis. Va estar influencia per Li Shitao. Entre les seves obres destaquen “Més enllà del soltari bosc de bambús”, “Pins a la muntanya Tai”, “La torre Yueyang”, “Cascada a la muntanya Lu” i “ Muntanya Emei amb neu” (font: llibre de Li-tsui Flora Fu).